# Cerkiew św. Mikołaja w Prizrenie
Cerkiew św. Mikołaja – prawosławna cerkiew w Prizrenie.
Cerkiew została wzniesiona, a najprawdopodobniej również udekorowana freskami, w latach 1331–1332 jako fundacja Dragoslava Tuticia (późniejszego mnicha Mikołaja) i jego żony Beli. Jest to budowla jednonawowa, z pojedynczą kopułą usytuowaną na ośmiobocznym bębnie z oknami. Od strony wschodniej posiada dwie wnęki i absydę.
We wnętrzu zachował się niewielki zespół fresków, które były poddawane konserwacji między 1967 a 1970.
Cerkiew została zniszczona w czasie zamieszek w Kosowie w 2004. Według oceny komisji Rady Europy, która wizytowała budynek 13 maja 2004, z budynku został zerwany dach, po czym został on podpalony od wewnątrz. W ruinach cerkwi znaleziono również ludzkie odchody i śmieci. W roku następnym cerkiew została zabezpieczona i pokryta nowym dachem. Dalszy etap prac renowacyjnych trwał od 2007 do 2009.